# Kemaliye, Eynesil
Kemaliye là một xã thuộc huyện Eynesil, tỉnh Giresun, Thổ Nhĩ Kỳ. Dân số thời điểm năm 2011 là 230 người.